# Île de Mirepech
L'île de Mirepech est une île fluviale de l'Adour, située sur la commune de Sainte-Marie-de-Gosse.